# Five Bridges
Five Bridges Suite oder Five Bridges ist das vierte Musikalbum der britischen Progressive-Rock-Band The Nice und gleichzeitig deren erstes Livealbum, das im Juni 1970 bei Charisma Records erschienen ist. Die meisten Titel des Albums wurden am 17. Oktober 1969 live in den Fairfield Halls im Londoner Stadtteil Croydon aufgezeichnet, wohingegen der Titel Country Pie am 20. Dezember 1969 im The Filmore East in Manhattan, New York City, und One of Those People 1969 im Trident Studio, London aufgenommen wurden.

## Hintergrund
Das Werk wurde für das Newcastle Arts Festival in Auftrag gegeben und am 10. Oktober 1969 mit einem großen Orchester unter der Leitung von Joseph Eger uraufgeführt. Der Titel bezieht sich auf die fünf Brücken von Newcastle upon Tyne, die den Fluss Tyne überspannten. Seither wurden zwei weitere Brücken über den Fluss gebaut, darunter die Gateshead Millennium Bridge. Das Albumcover stammt von der Grafikagentur Hipgnosis und zeigt ein Bild der Tyne Bridge.

## Musikstil
Die Five Bridges Suite ist eine Suite in fünf Sätzen:
1. Fantasia 1st Bridge: Orchester mit Solo-Klaviereinlagen von Keith Emerson
2. 2nd Bridge: The Nice ohne Orchester
3. Chorale 3rd Bridge: Lee Jacksons Gesang mit Orchester, abwechselnd mit Klaviereinlagen von The Nice
4. High Level Fugue 4th Bridge: Klavier mit begleitendem Schlagzeug
5. Finale 5th Bridge: Eine Wiederholung der 2nd Bridge mit zusätzlichen Jazz-Hornbläsern

Für das Werk verwendete Keith Emerson Walter Pistons bekanntes Lehrbuch für Orchestrierung. Die Inspiration für die High Level Fugue, welche Jazz-Figuren in streng klassischer Form verwendet, schreib er dem österreichischen Pianisten Friedrich Gulda zu.
Auf dem Five Bridges-Album sind ebenfalls Liveaufnahmen des Intermezzos von Jean Sibelius und einem Satze aus Tschaikowskys Sinfonie Nr. 6 „Pathétique“ in h-Moll  aus demselben Konzert in der Fairfield Hall enthalten. In beiden Fällen spielte das Orchester die klassische Musik und stellte sie den Interpretationen der Band gegenüber.
Des Weiteren sind auf dem Album ebenfalls Interpretationen aus Bob Dylans Country Pie und Johann Sebastian Bachs 6. Brandenburgisches Konzert mit einem Zitat von Coleman Hawkins Jazzstück Rifftide, sowie eine Studioaufnahme des Originals One of Those People enthalten.
Neu entdecktes Material aus diesem Konzerten wurde später als Teil des 2000 erschienen 3er CD-Set Here Come the Nice: Immediate Anthology  veröffentlicht.

## Titelliste

### LP-Edition
| Nr. | Titel                  | Autor(en)                  | Länge |
| --- | ---------------------- | -------------------------- | ----- |
| 1.  | The Five Bridges Suite | Keith Emerson, Lee Jackson | 18:06 |

| Nr.          | Titel                                     | Autor(en)                        | Arrangement         | Länge |
| ------------ | ----------------------------------------- | -------------------------------- | ------------------- | ----- |
| 2.           | Intermezzo Karelia Suite                  | Sibelius                         | Emerson, Joseph Ege | 9:01  |
| 3.           | Pathetique (Symphony No. 6, 3rd Movement) | Tschaikowski                     | Emerson, Joseph Ege | 9:23  |
| 4.           | Country Pie/Brandenburg Concerto No. 6    | Bob Dylan, Johann Sebastian Bach |                     | 5:40  |
| 5.           | One of Those People                       | Emerson, Jackson                 |                     | 3:08  |
| Gesamtlänge: | Gesamtlänge:                              | Gesamtlänge:                     | Gesamtlänge:        | 45:20 |

### CD Edition von 1990 (Charisma/Virgin)
| Nr.          | Titel                                     | Autor(en)                           | Arrangement   | Länge |
| ------------ | ----------------------------------------- | ----------------------------------- | ------------- | ----- |
| 1.           | Fantasia 1st Bridge / 2nd Bridge          | Emerson, Jackson                    |               | 2:42  |
| 2.           | Chorale 3rd Bridge                        | Emerson, Jackson                    |               | 3:27  |
| 3.           | High Level Fugue 4th Bridge               | Emerson, Jackson                    |               | 4:01  |
| 4.           | Finale 5th Bridge                         | Emerson, Jackson                    |               | 7:59  |
| 5.           | Intermezzo Karelia Suite                  | Sibelius                            |               | 9:01  |
| 6.           | Pathetique (Symphony No. 6, 3rd Movement) | Tschaikowsky                        | Emerson, Eger | 9:20  |
| 7.           | Country Pie/Brandenburg Concerto No. 6    | Dylan, Bach                         |               | 5:40  |
| 8.           | One of Those People                       | Emerson, Jackson                    |               | 3:09  |
| 9.           | The Thougths Of Emerlist Davjack          | Emerson, Jackson                    |               | 4:12  |
| 10.          | Flower King Of Flies                      | David O'List, Emerson               |               | 3:36  |
| 11.          | Bonnie K                                  | O'List, Emerson                     |               | 3:19  |
| 12.          | Dairy Of An Empty Day (Archivfund)        | Emerson, Jackson                    |               | 3:58  |
| 13.          | America                                   | Leonard Bernstein, Stephen Sondheim |               | 6:06  |
| Gesamtlänge: | Gesamtlänge:                              | Gesamtlänge:                        | Gesamtlänge:  | 66:35 |

## Rezeption
Paul Stump bezeichnet das Album in seiner 1997 erschienenen History of Progressive Rock als „schlecht konzipiert“ und kommentierte, dass „die orchestrierten Stücke schlecht ineinandergreifen, wobei die Rockband und das Orchester entweder getrennt voneinander spielen, wie bei den ersten Sätzen der The Five Bridges Suite oder so, dass die Texturen beider Genres nicht richtig genutzt werden; es ist, als würde man zwei Transistorradios gleichzeitig spielen hören …“ Dennoch nannte er die letzten beiden Stücke als die besten Werke von The Nice und führte aus, dass „[One of Those People] vielleicht die wahre Gabe von The Nice veranschaulicht: Popformen auf ihre Bestandteile zu reduzieren, ihr horizontales Profil zu verändern, indem Absätze gekürzt und erwartete Akkord- und Rhythmusfolgen umgestoßen werden, was Emerson ebenso die Möglichkeit gibt, seine beachtliche Technik ohne Rückgriff auf Prahlerei zu zeigen.“ Dagegen argumentiert Mike DeGagnes auf AllMusic in seiner rückblickenden Rezension, dass Intermezzo und Pathetique „wunderbare Beispiele für die Vermischung von Klassik und Rock sind" und dass auf dem gesamten Album "jedes Beispiel für die Verschmelzung von Genres makellos und fließend ist, was die tatsächliche Überschneidung mehrerer Stile völlig transparent macht.“
| ChartsChartplatzierungen       | Höchstplatzierung | Wochen |
| ------------------------------ | ----------------- | ------ |
| Vereinigtes Königreich (OCC)   | 2 (21 Wo.)        | 21     |
| Vereinigte Staaten (Billboard) | 197 (5 Wo.)       | 5      |